# Jan Karlsson (wielrenner)
Jan Karlsson (Falköping, 8 februari 1966) is een voormalig Zweeds wielrenner . Hij was beroepsrenner van 1998 tot 1999.
Karlsson won voornamelijk tijdritten en was Zweeds kampioen ploegentijdrijden bij de junioren, amateurs en elite. Ook won hij driemaal de Chrono des Nations. In 1988 won hij de bronzen medaille voor de ploegentijdrit, samen met Anders Jarl, Michel Lafis en Björn Johansson op de Olympische Zomerspelen in Seoul.

## Belangrijkste resultaten
1983
- Zweeds kampioen tijdrijden, ploegenklassement, Junioren met Håkan Arvidsson en Johnny Hermansson

1984
- Zweeds kampioen tijdrijden, ploegenklassement, Junioren met Håkan Arvidsson en Johnny Hermansson

1988
- Zweeds kampioen individuele tijdrit
- ploegentijdrit Olympische Spelen
- Scandinavisch kampioen ploegentijdrit, Amateurs (met Anders Jarl, Björn Johansson en Michel Lafis)

1989
- Zweeds kampioen individuele tijdrit
- Scandinavisch kampioen ploegentijdrit, Amateurs (met Björn Johansson, Magnus Knutsson en Michel Lafis)
- Zweeds kampioen tijdrijden, ploegenklassement, Elite (met Håkan Arvidsson en Peter Johansson)

1990
- Chrono des Nations

1991
- Chrono des Nations
- 2e Duo Normand

1992
- 3e Chrono des Nations
- 2e Duo Normand
- 2e Grote Landenprijs
- Scandinavisch kampioen ploegentijdrit, Amateurs (met Michael Andersson en Björn Johansson en Lars Wahlqvist)
- Zweeds kampioen tijdrijden, ploegenklassement, Elite (met Glenn Magnusson en Stefan Halleröd )

1993
- 3e Duo Normand

1994
- 3e Chrono des Nations
- Zweeds kampioen tijdrijden, ploegenklassement, Elite (met

Stefan Halleröd en Magnus Knutsson)
1995
- Chrono des Nations
- Zweeds kampioen individuele tijdrit

1997
- Ronde van Berlijn

1999
- 5e etappe Ronde van Argentinië

- International Standard Name Identifier: 0000 0000 5060 0179
- LIBRIS: 205564
- Virtual International Authority File: 12280317